# Nanci Chambers
Nanci Chambers est une actrice canadienne née à Thunder Bay en Ontario le 1er octobre 1963.

## Biographie
En 1983, elle décroche son premier rôle dans la série Screwballs.
Nanci a rencontré son futur mari David James Elliott alors qu'elle avait un petit rôle dans la série Canadienne Street Legal dans laquelle David James Elliot tenait l'un des rôles principaux.
En 1990 David James Elliot se rend à Los Angeles pour deux ans et Nanci et lui vécurent alors une relation longue-distance.
Nanci Chambers et David James Elliott se sont mariés en 1992 et un an plus tard, ont eu une petite fille prénommée Stéphanie.
Il n'y a pas vraiment eu de cérémonie de mariage, ils sont juste passés devant le maire car ils n'avaient pas beaucoup d'argent.
En 1999, ils ont renouvelé leurs vœux et fait cette fois-ci un grand mariage (David portait un kilt du fait de ses origines écossaises!).
En 1997, elle obtient un rôle dans l'épisode Visite Royale de la deuxième saison de la série JAG. Elle y interprétait le rôle de Meghan O'Hara, tuée à la fin de l'épisode par ... David James Elliott ! (Harm).
En 1999, on peut voir Nanci dans les séries Beyond Belief, Fact or Fiction?, LA Heat (Los Angeles Heat, M6)
Cette même année, on retrouve Nanci Chambers dans la série JAG (depuis la cinquième saison) dans le rôle du Lieutenant Loren Singer. Elle fait des apparitions fréquentes dans la série depuis lors.
En 2001, Nanci est à l'affiche du film Dodson's Journey qu'elle a coproduit avec son mari.
Elle a aussi interprété la même année le rôle d'un officier de la police de Los Angeles à la recherche d'un sérial killer dans le film Code 11-14 pour la télévision.
Nanci a accouché début 2003 de leur 2e enfant, un fils Wyatt (mars).